# Escondidinho

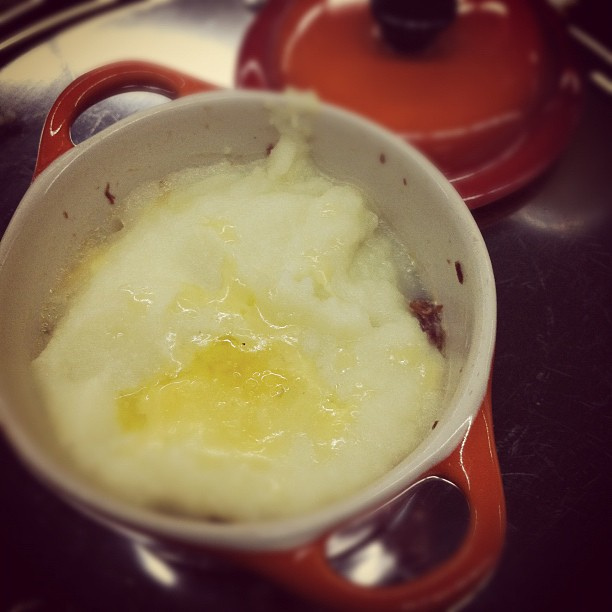
Escondidinho de carne-seca

Escondidinho é um prato bastante popular nos estados do Nordeste brasileiro. Feito com carne-de-sol, jabá (charque ou carne-seca) ou frango desfiado, coberto com purê de macaxeira (também conhecida como aipim ou mandioca), o escondidinho é temperado com manteiga de garrafa e gratinado com queijo coalho.
De origem imprecisa, mas muito possivelmente nordestina, a iguaria é também muito apreciada em todas as outras regiões do Brasil.